# 湄雲艦
湄雲艦屬於是大清海軍與大日本帝國海軍的砲艦，是在甲午戰爭時由日軍捕獲的船艦。艦名繼承清政府命名的艦名「湄雲」。意為「水際的雲」。
1870年湄雲艦於福州船廠竣工。在甲午戰爭時屬於北洋水師，但在1895年3月6日於营口市被日軍捕獲。6月5日編入日本海軍籍、7月7日除籍變更為第五種（雑役船）。三国干涉还辽后，在日方12月將廢船歸還清政府，但艦內設施多已被日軍拆除。它的排水量為578公噸、全長51m、幅7.9m、400馬力、速力8節、砲3門。

## 腳註
1. ↑  『日本海軍史 第7巻』p227,467。